# Saint-Georges (Mosela)
 Saint-Georges  es una población y comuna francesa, en la región de Lorena, departamento de Mosela, en el distrito de Sarrebourg y cantón de Réchicourt-le-Château.

## Demografía
| 232 | 254 | 210 | 225 | 233 | 216 |
| Para los censos de 1962 a 1999 la población legal corresponde a la población sin duplicidades (Fuente: INSEE [Consultar]) |     |     |     |     |     |